# Artorp
Artorp är en bebyggelse sydost om Trollhättan i Trollhättans kommun. Från 2015 avgränsar SCB här en småort.